# Mazraeh-ye Barikabad
Mazraeh-ye Barikabad (em persa: مزرعه باريك اباد, também romanizada como Mazra‘eh-ye Bārīkābād) é uma aldeia do distrito central do condado de Abadeh, na província de Fars, no Irã.
No censo de 2006, sua existência foi registrada, mas sua população não foi relatada.